# Alberto Alberti (produttore discografico)
Alberto Alberti (Bologna, 29 aprile 1932 – Bentivoglio, 4 settembre 2006) è stato un produttore discografico e impresario italiano, organizzatore di concerti e di festival che ha contribuito a diffondere la musica jazz in Italia.

## Biografia

### Anni 50 e 60
Nei primi anni cinquanta Alberti lavora come cameriere a Londra e frequenta l'ambiente jazz della città. Rientrato in Italia decide di aprire il primo negozio specializzato in dischi jazz d'importazione e nel 1953 inaugura, in via Caprarie 3, a Bologna, il «Disclub», che diventa un punto di riferimento per gli appassionati di quel genere musicale.
Assieme ad Antonio “Cicci” Foresti, nel 1958, crea il Bologna Jazz Festival. Tutto comincia con un concerto organizzato dai due al Teatro Antoniano, la cui star era Kid Ory con la sua Creole Jazz Band. Qualche mese dopo andò in scena la sfida musicale fra Pupi Avati, e la sua Doctor Chick Dixieland Orchestra, e la band di Amedeo Tommasi. Quel concerto fu l’embrione del vero e proprio Bologna Jazz Festival, che ebbe luogo al Palasport l’anno seguente ed ospitò Chet Baker accompagnato da Amedeo Tommasi. La rassegna proseguì ininterrottamente per 16 anni diventando una delle principali manifestazioni jazzistiche italiane. Nel corso degli anni Alberti e Foresti portarono in Italia Chet Baker, Kenny Drew, Gato Barbieri, Kenny Clarke, Charles Mingus, Johnny Griffin, Mal Waldron, Don Cherry, Steve Lacy, Paul Bley, Dexter Gordon, Bill Evans, Oscar Peterson, Lee Konitz, Art Farmer, Hank Mobley, Phil Woods, Cecil Taylor, Keith Jarrett, Gary Burton, Ornette Coleman, Stan Getz, Ray Charles, Dave Brubeck, Gerry Mulligan, Paul Desmond, Donald Byrd, Herbie Hancock, Elvin Jones, Dizzy Gillespie, Sonny Stitt, Thelonious Monk, Art Blakey, Archie Shepp, Winton Marsalis, Ahmad Jamal, Jackie McLean, Cedar Walton, B.B. King, Sarah Vaughan, Miles Davis, McCoy Tyner, Curtis Fuller, Carmen McRae, Lionel Hampton, Michel Petrucciani, Stan Kenton, Ella Fitzgerald, Tommy Flanagan e altri.

### Anni 70
Assieme a Carlo Pagnotta, nel 1973, fonda Umbria Jazz con il contributo del suo grande amico e fidato collaboratore Gino Gigante.
Alberti in quegli anni è punto di riferimento per diversi artisti dei quali diventa anche manager per l’Europa; in particolare lo è di: Miles Davis, Dexter Gordon, Sarah Vaughan, Ella Fitzgerald, Cedar Walton, Chet Baker, René Thomas, Gato Barbieri, Kenny Clarke, Thelonious Monk, Charles Mingus, Art Blakey e altri.
Con Sergio Veschi, nel 1976, dà vita alla casa discografica Red Records, che pubblica fra gli altri: Sam Rivers, Phil Woods, Cedar Walton, Kenny Barron, Massimo Urbani, Joe Henderson, ed altri.

### Anni 80, 90 e 2000
Il Festival Internazionale del Jazz di Bologna, durante la seconda metà degli anni settanta, ha una battuta d’arresto e riprende vita soltanto nel 1981. Alberti torna a partecipare all'organizzazione del BJF a partire dal 1984. In quell’anno, in collaborazione con Filippo Bianchi, Alberti porta a Bologna McCoy Tyner, Phil Woods e Lee Konitz. Nel 1985 promuove il ritorno di Dizzy Gillespie, Chet Baker e Cedar Walton e nel 1986 fa scoprire alla città la voce di Sarah Vaughan. Inoltre il 13 novembre 1986 organizza al Palasport di Bologna il concerto di Miles Davis, che si esibirà per più di due ore e vedrà partecipare 6500 spettatori. La rassegna continuerà con Michel Petrucciani e nell’anno successivo verranno a Bologna anche Archie Shepp, Stan Getz e Ahmad Jamal.
Per tutti gli anni ‘90 la direzione artistica della rassegna jazz bolognese sarà affidata a Sandro Berti Ceroni.
Alberti e Veschi nel 1990 hanno l'idea di creare la formazione “Jazz Tribe” che debutta in occasione del Festival internazionale del Jazz della Spezia. Il gruppo in origine è formato da Jack Walrath alla tromba, Bobby Watson al sax alto, Walter Bishop Jr. al piano, Charles Fambrough al contrabbasso, Joe Chambers alla batteria e Ray Mantilla alle percussioni. La formazione prosegue negli anni, anche se il passare del tempo porta all'avvicendamento di nuovi solisti per ricoprire i ruoli di chi è venuto a mancare.
Negli anni che vanno dal 1990 al 2006 Alberti continua a organizzare in proprio concerti e festival, avvalendosi principalmente della collaborazione di Giulio Vannini.
Alberto Alberti muore nel settembre del 2006, poco dopo aver ricevuto l’incarico di programmare, in qualità di direttore artistico, la rinascita del Bologna Jazz Festival.

### Impatto culturale e influenza
Si ritiene che Alberti abbia contribuito ad allargare i confini della cultura jazz italiana e ad affinare la sensibilità per il jazz, facendo conoscere al grande pubblico i principali esponenti internazionali di quel genere musicale. Nella sua carriera ha prodotto oltre settanta dischi di jazz. Dotato di notevole capacità comunicativa, è riuscito a gestire anche i musicisti più “difficili” e più d'una volta ha improvvisato trovate per convincerli a suonare anche quando si mostravano riluttanti. Uno di questi aneddoti è raccontato da Marcella Urbinati (moglie di Alberti) e da Cicci Foresti nel film-documentario di Germano Maccioni My Main Man  presentato al Biografilm Festival di Bologna nel 2009 e incentrato sulla sua figura.

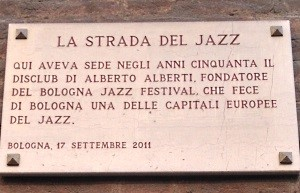
Targa Commemorativa

A Bologna, per commemorare Alberti, conosciuto come il “Signore del jazz”, in via Caprarie è stata apposta una lapide sul muro del palazzo in cui si trovava il Disclub, e sul marciapiede sottostante ogni anno viene posata una stella di marmo dedicata quasi sempre a uno degli artisti che lui ha fatto conoscere alla città. Questa Strada del jazz bolognese è stata istituita nel 2011 con la stella tributata a Chet Baker; è poi proseguita nel 2012 con Miles Davis e Lucio Dalla, nel 2013 con Ella Fitzgerald e Henghel Gualdi. Nel 2014 con Duke Ellington e Thelonious Monk. Nel 2015 con Sarah Vaughan e Dizzy Gillespie. Nel 2016 con Dexter Gordon e Cedar Walton. Nel 2017 con Max Roach. E nel 2018 con Charles Mingus.

## Discografia
Ha prodotto i seguenti album:
Album
- 1966: Disposability – Steve Lacy
- 1966: The Genius Of Bud Powell – Bud Powell
- 1969: Ramblin’ – Paul Bley
- 1977: Manzara – The Sea Ensemble
- 1977: After nature – The Sea Ensemble
- 1978: Modern Art Trio – Modern Art Trio
- 1978: Focus – Dennis Irwin & James Williams
- 1978: Last Of The Hipman - David Murray Quartet With Lawrence "Butch" Morris
- 1979: Soweto - Billy Higgins
- 1979: 360º Aeutopia - Massimo Urbani / Beaver Harris / Cameron Brown / Ron Burton
- 1979: Blues Walk - Walter Davis Jr. Company
- 1979: Stafford James Ensemble - Stafford James Ensemble
- 1979: Christian Escoudé & Alby Cullaz - Christian Escoudé & Alby Cullaz
- 1979: Duo "Bones" - Kai Winding Featuring Dino Piana
- 1980: Dedication To A.A. & J.C. / Max's Mood – Massimo Urbani
- 1980: Once More - Billy Higgins
- 1980: Feelings - Sergio Rigon
- 1980: Everything Happens To Me - Larry Nocella
- 1981: Plays Charles Mingus - Dannie Richmond And The Last Mingus Band
- 1981: Forgotten Man - Lou Donaldson Quartet
- 1981: European Tour Live - Phil Woods
- 1982: Impressions - Ethnic Heritage Ensemble
- 1983: Time Is Right - Live In Europe - Woody Shaw Quintet
- 1983: Dionysius - Danny Richmond Quintet
- 1984: Way Out East - Vol. 2 - Steve Grossman
- 1984: Way Out East - Vol. 1 - Steve Grossman
- 1984: Hands Of Fire - Ray Mantilla Space Station
- 1984: No Idea Of Time - Franco D'Andrea / Barry Altschul / Mark Helias / Tino Tracanna
- 1984: Sèpia - Mike Melillo
- 1984: Time Zone - Fabio Jegher Boston & L.A Trios
- 1984: Sing And Swing - Bob Dorough / Bill Takas
- 1985: Steppin' Live In Europe - Bob Berg
- 1985: Appointment In Milano - Bobby Watson
- 1985: ‘Live And Well - Mike Melillo
- 1986: Via G.T. - Giovanni Tommaso Quintet
- 1986: Live At Umbria Jazz - Sphere
- 1986: Sphere On Tour - Sphere
- 1986: The Trio - Cedar Walton, David Williams, Billy Higgins
- 1986: Synergy - Ray Mantilla Space Station
- 1986: Love Is The Thing - Steve Grossman, Cedar Walton, David Williams, Billy Higgins
- 1986: Live - Franco D'Andrea Quartet
- 1986: Night Riding - Nexus
- 1987: Two As One - Live At Umbria Jazz - Kenny Barron & Buster Williams
- 1987: An Evening With - Joe Henderson - Charlie Haden - Al Foster
- 1987: Round Trip - Bobby Watson
- 1987: Curtis Fuller Meets Roma Jazz Trio - Curtis Fuller Meets Roma Jazz Trio
- 1988: Nostalgia - Piero Bassini Trio
- 1988: Love Remains - Robert "Bobby" Watson Quartet, John Hicks, Curtis Lundy, Marvin "Smitty" Smith
- 1988: Empty Room - Sal Nistico
- 1988: To Chet - Giovanni Tommaso Quintet
- 1989: Jerry On Red - Jerry Bergonzi
- 1989: Live - 29th Street Saxophone Quartet
- 1989: Kick Off - Franco D'Andrea / Giovanni Tommaso / Roberto Gatto
- 1990: Nine Again - Liebman - D'Andrea
- 1990: Live Session One - Steve Nelson Quintet
- 1990: Take One - Fabio Morgera
- 1990: ETC - Fred Hersch, Steve La Spina, Jeff Hirshfield
- 1990: Reflections - Charles Davis, Barry Harris, Peter Washington, Ben Riley
- 1991: Straight Ahead - Carlo Atti Quartet
- 1991: First Play - Piero Odorici Quartet
- 1992: The Trio - Cedar Walton, David Williams, Billy Higgins
- 1992: The Jazz Tribe - The Jazz Tribe
- 1994: 360º Aeutopia - Massimo Urbani Quartet
- 1995: Cedar's Blues - Cedar Walton, Bob Berg, Curtis Fuller, David Williams, Billy Higgins, Cedar Walton Quintet
- 1995: European Tour Live - The Phil Woods Quartet
- 1996: Made In Italy - Franco D'Andrea
- 1996: My One And Only Love - Franco D'Andrea
- 1996: Franco D'Andrea - Quartet Live / My Shuffle
- 1996: Dialogues With Super-Ego / Es - Franco D'Andrea
- Unknown: Sidney Bechet - Sidney Bechet
- Unknown Back O' Town Blues - Louis Armstrong
- Unknown: Afrosamba - Luis Agudo